# ماريا فيكتوريا هيناو
ولدت ماريا في عام 1961م و تزوجت من صغرها، وكانت أرملة في سن 32 عامًا، واستمر زواجها من اسكوبار لمدة 17 عامًا، على الرغم من أنشطته الإجرامية، وكان سعيدًا بكل المقاييس، بالنسبة للعالم، كان قاتلًا باردًا، ولكن بالنسبة لعائلته – لا يُعرف الكثير عن حياة ماريا المبكرة والخاصة بشكل مكثف، ما يمكننا قوله بالتأكيد هو أنها ولدت لكارلوس هيناو فاليجو وزوجته ليونور زوليتا في بالميرا فالي ديل كوكا،كولومبيا ، في عام 1961 ، و نشأت بجوار شقيقها كارلوس ماريو هيناو فاليجو، وأختها باستورا هيناو باين، في عام 1974 ، في عمر 13 عامًا فقط، قابلت ماريا بابلو إسكوبار من خلال شقيقها كارلوس، الذي عمل معه، وقعا في الحب وقررا الزواج .، كان مجرد زوج وأب محب، تركت خسارته فجوة كبيرة في حياتهم، كما عرّضهم لخطر 11_9_1993 . My birth day

## الزواج من بابلو اسكوبار
– في سن 15 عامًا فقط، تزوجت ماريا من الرجل الذي وصفته بـ “رفيق الروح” ، في كتابها الجديد “حياتي والسجن مع بابلو إسكوبار” ، تصف ماريا كيف تقرب لها إيسكوبار بالهدايا والأغاني الرومانسية : “لقد جعلني أشعر أنني الأميرة الخيالية وكنت مقتنعا بأنه كان أميرًا ساحرًا، كما تقول
بسبب تورط كارلوس مع إسكوبار، كانت عائلة ماريا تدرك جيدًا أنشطته الإجرامية وتعارض بشدة الزواج، ونتيجة لذلك، أُجبر الزوجان على الفرار، وبعد عام واحد فقط، في السادسة عشرة من العمر، أنجبت ماريا طفلها الأول، خوان بابلو إسكوبار، دون دعم من والديها وإخوتها، ثم ولدت ابنتهما، مانويلا إسكوبار، بعد سبع سنوات .

### معرفة ماريا بأعمال زوجها في مجال المخدرات
– يمكن افتراض أنه بسبب علاقة شقيقها التجارية مع بابلو، كانت ماريا على علم بأنشطة المخدرات قبل أن يتزوجا، ومع ذلك، تدعي ماريا في كتابها أنها بقيت في الظلام حيث زاد زوجها من إنتاج الكوكايين، سواءً كانت تختار أن تغض نظرها أو تؤمن بصدق ببراءة زوجها فهي غير واضحة – لكن يبدو أنه حتى اعتقاله عام 1977 ، اعتقدت ماريا أن بابلو كان يعمل في مجال العقارات .
– بعد ضبطه لمحاولته تهريب الكوكايين إلى الإكوادور ، تظاهر بسذاجة، قائلاً إن صديقه هو المسؤول عن التهريب، على الرغم من براءتها، أدركت ماريا أن زوجها لم يكن الرجل الذي اعتقدت أنه كان، إذ تشير إلى اليوم الذي اكتشفت فيه أن بابلو قد رتب لاغتيال وزير العدل رودريغو لارا بونيلا، تقول : “كنت أعرف في ذلك اليوم أننا في حالة فوضى كبيرة، حياتي، حياة أطفالي ستكون صعبة ” ، ومع ذلك، كانت تحب زوجها وتعتقد أنه من واجبها أن تكون زوجة وأم جيدة، لم يكن لديها خيار سوى استمرارها .

#### بابلو إسكوبار أب محب وزوج
– من ناحية، كان إسكوبار رجل عائلة محب، كان يعشق زوجته وأولاده (وخاصة ابنته، التي كانت، بكل المقاييس، “فتاة أبيها”) ، تتذكر ماريا في سنواتها اللاحقة “لقد كان حنونًا وحلوًا” ، “عاشق عظيم، لقد وقعت في حب رغبته في مساعدة الناس وعطفه على معاناتهم، سنذهب إلى أماكن يحلم فيها ببناء مدارس للفقراء، منذ البداية، كان دائمًا رجل نبيل “.
– في كتابها، Loving Pablo, Hating Escobar ، تشير فاليجو إلى أن ماريا كانت مدمنة على نمط الحياة الفخم الذي كانت تتمتع به مع بابلو، ربما، عرفت ماريا أيضًا أنه سيكون من المستحيل تقريبًا أن تهتم بنفسها وأطفالها دون دعم من زوجها، أو ربما، كانت تحبه كثيراً لدرجة أنها كانت على استعداد للتغاضي عن كل شيء .

#### وفاة زوجها والحياة الهاربة
– في 2 ديسمبر 1993 ، قُتل بابلو على يد مجموعة من الضباط الكولومبيين المدعومين من الولايات المتحدة على سطح في ميدلين، حيث أجرى إسكوبار مكالمة هاتفية لزوجته تمكنت الشرطة من تتبعها وتحديد موقعها، في السنوات التي تلت وفاة بابلو مباشرة، أصبحت الحياة معقدة لماريا وأطفالها، في ظل خوف دائم من الانتقام من شركاء زوجها السابقين، أرادت ماريا الفرار من كولومبيا، لسوء الحظ، داهمت الشرطة منزلهم وصادرت جميع ممتلكات العائلة، تاركينهم محطمين .
– مع القليل من المال، ولم يكن هناك أي بلد حريص على استقبالهم، كان من الصعب الحصول على ملاذ آمن، في النهاية، بعد شهور من الجهد، تمكنت من تأمين الدخول إلى موزمبيق لجميع الثلاثة في عام 1994 ، على الرغم من أنها تتوق إلى منزل مستقر، إلا أن سمعة بابلو تابعت العائلة في كل مكان يذهبون إليه، اضطرت ماريا إلى الفرار باستمرار من مكان إلى آخر للحفاظ على أمان أسرتها، وغالبًا ما تغير اسمها في هذه العملية، وغير أطفالها أيضًا أسمائهم : أصبح خوان سيباستيان ماروكين وأصبحت مانويلا خوانا مانويلا ماروكين سانتوس .

#### الاستقرار في نهاية المطاف
– بعد تغيير اسمها إلى ماريا إيزابيل سانتوس كاباليرو، استطاعت أرملة إسكوبار أخيرًا إنشاء منزل في الأرجنتين، وبمجرد وصولها إلى هناك، حافظت هي وعائلتها على مستوى معيشي منخفض جدًا – على الرغم من تحذيراتهم، إلا أنه تم القبض على ماريا وابنها في عام 1999 بعد أن كشف برنامج تلفزيوني عن مكان وجودهما .
- بعد 15 شهرًا، أطلق سراحهما بسبب عدم كفاية الأدلة، منذ ذلك الحين، استأنفت ماريا حياتها الهادئة من دائرة الضوء، يعمل ابنها كمهندس معماري ومحاضر ومؤلف كتاب شعبي بعنوان بابلو إسكوبار : والدي، لم تذكر ابنتها أبدًا والدها علنًا وقطعت جميع العلاقات مع العائلة . ==